# Книжки Недели
Книжки Недели («Книжки „Недели“») — ежемесячный бесцензурный литературный журнал, выходивший в 1878—1901 годах в Санкт-Петербурге как приложение к издаваемой там же в 1866—1903 еженедельной газете «Неделя» . 
Первоначально это периодическое издание было только беллетристическим и определялось как «Журнал романов и повестей». С 1891 года содержание его было расширено включением путевых и биографических очерков, критических статей, а также благодаря учреждению отдела «Литературная смесь» (отзывы о новых художественных произведениях, извлечения из журналов и книг литературного содержания). 
К выпуску № 52 за 1893 год был приложен систематический указатель статей, опубликованных в «Книжках Недели» за 1878—1892 годы.

## Редакция
Редактор П. А. Гайдебуров, с мая 1894 г. — В. П. Гайдебуров.
Постоянным сотрудником второго отдела (критические статьи) в последние годы был М. О. Меньшиков. 

## Авторы
В журнале публиковались произведения как маститых мастеров пера — знаменитых писателей, таких как Л. Н. Толстой, Н. Щедрин (М. Е. Салтыков-Щедрин), Н. С. Лесков, А. Н. Майков, Я. П. Полонский, Г. И. Успенский, Вл. С. Соловьев, так и других авторов, не снискавших широкой известности, например П. Е. Накрохина. 